# Devočka, chočeš' snimat'sja v kino?
Devočka, chočeš' snimat'sja v kino? (Девочка, хочешь сниматься в кино?) è un film del 1977 diretto da Adol'f Solomonovič Bergunker.

## Trama
Al terzo selezionatore è stato offerto di recitare in film. Ha rifiutato e ha sorpreso tutti molto: nessuno sapeva che di recente sua madre era morta in un incidente d'auto. Suo padre ha fatto ogni sforzo per portarla in studio. E, dopo un po' ', la ragazza si è sentita come una vera attrice.